# Cártel del Sur
El Cártel del Sur (también conocida como Sierra Unida Revolucionaria) es una organización criminal originaria del estado de Guerrero, empezando como un grupo de autodefensas que combatiría al Cártel de los Rojos. El grupo, durante el año del 2015, recrudeció su guerra contra Guerreros Unidos, alíandose con Los Ardillos, otro grupo criminal que opera en la zona de Quechultenango.

## Actividades
El grupo comenzó en 2014 como un "grupo de autodefensas", siendo realmente una escisión del cártel de los Rojos, ocasionado por una ruptura relacionada ocasionada por las ganancias, lo que provocó tensiones y finalmente su distanciamiento definitivo. El grupo es comandado por Isaac Navarrete Celis, alias "El Señor de la I", que si bien ha rechazado ser líder de una organización criminal, ha aceptado el contrabando de amapola, pero asegurando que la actividad "ya no es remunerable".
Curiosamente desde la desaparición de 43 estudiantes de la escuela rural de Ayotzinapa, ya que los golpes recibidos a los cabecillas de Guerreros Unidos, dejaron libres varias plazas que solían controlar. Desde inicios del 2015 el grupo aumento su presencia en las ciudades de Iguala y Chilpancingo donde las autoridades notaron el aumento de la inseguridad en la región.

## Ataques y enfrentamientos
El 15 de diciembre del 2015 se hallaron 19 cuerpos en el fondo de un barranco, entre piedras y maleza, siendo probable que sean del Frente Unido de Policías Comunitarias del Estado de Guerrero, que dirige Onésimo Marquina, El Necho. Ocho de los cadáveres estaban semicalcinados y en otros sus restos óseos estaban por todo el lugar.
El 26 de septiembre del 2019, miembros del cártel del sur emboscaron a un grupo de militares en la localidad de Balsamar, municipio de Leonardo Bravo, mientras destruían campos de amapola en la zona. La emboscada dejó un saldo de tres soldados muertos, dos sicarios muertos, y dos soldados resultaron heridos. Los militares heridos fueron evacuados hasta Chilpancingo, donde se reportan como estables. Después del ataque el ejército mando refuerzos al municipio de Leonardo Bravo, intentar dar con los responsables. El grupo ha ganado notoriedad por la violencia con la que ejecuta a delincuentes comunes.